# Lingue torricelli
Le lingue torricelli sono una famiglia linguistica parlata in Papua Nuova Guinea.

## Distribuzione geografica
Le lingue torricelli sono parlate nella parte nord-occidentale dello Stato di Papua Nuova Guinea. Sono tre le aree di diffusione di questa famiglia linguistica: una si trova presso i Monti Torricelli e i Monti del Principe Alessandro, tra il fiume Sepik e la costa settentrionale, un'altra ad ovest e a sud dei laghi Murik, ed infine sulla costa nord-occidentale della provincia di Madang.
Hanno circa 80 000 locutori (2006).

## Classificazione
Sono state identificate una cinquantina di lingue torricelli.
La classificazione interna è la seguente:
- Lingue kombia-arapesh
  - Lingue arapesh
    - Lingua bumbita arapesh (codice ISO 639-3 aon)
    - Lingua bukiyip (ape)
    - Lingua mufian (aoj)

  - Lingue kombio
    - Lingua aruek (aur)
    - Lingua eitiep (eit)
    - Lingua kombio (xbi)
    - Lingua torricelli (tei)
    - Lingua wom (wmo)
    - Lingua yambes (ymb)
- Lingue maimai
  - Lingua beli (bey)
  - Lingua laeko-libuat (lkl)
  - Lingue maimai proper
    - Lingua siliput (mkc)
    - Lingua heyo (auk) o wanib[4][5]
    - Lingua yahang (rhp)

  - Lingua minidien (wii) o wiaki[6]
- Lingue marienberg
  - Lingua buna (bvn)
  - Lingua bungain (but)
  - Lingua elepi (ele)
  - Lingua kamasau (kms)
  - Lingua wiarumus (tua), detta anche imandi o mandi[4][7]
  - Lingua juwal (mwb), detta anche mambe, muniwara, tumara o tumaru[4][8]
  - Lingua urimo (urx)
- Lingue monumbo
  - Lingua lilau (lll)
  - Lingua monumbo (mxk)
- Lingua urim (uri)
- Lingue wapei-palei
  - Lingue palei
    - Lingua agi (aif)
    - Lingua aiku - il codice ISO 639-3 mzf originariamente assegnato alla lingua aiku è stato ritirato nel 2007, e suddiviso in:[9]
      - Lingua ambrak (aag)
      - Lingua yangum dey (yde)
      - Lingua yangum gel (ygl)
      - Lingua yangum mon (ymo)

    - Lingua amol (alx) o alatil[4][10]
    - Lingua aruop (lsr)
    - Lingua bragat (aof)
    - Lingua nabi (mty)
    - Lingua wanap (wnp)

  - Lingua urat (urt)
  - Lingue wapei
    - Lingua au (avt)
    - Lingua dia (dia)
    - Lingua elkei (elk)
    - Lingua gnau (gnu)
    - Lingua ningil (niz)
    - Lingua olo (ong)
    - Lingua sinagen (siu)
    - Lingua valman (van)
    - Lingua yapunda (yev)
    - Lingua yau (yyu)
    - Lingua yil (yll)
    - Lingua yis (yis)
- Lingue wapei occidentali
  - Lingua seta (stf)
  - Lingua seti (sbi)
  - Lingue one
    - Lingua inebu one (oin)
    - Lingua kabore one (onk)
    - Lingua kwamtim one (okk)
    - Lingua molmo one (aun)
    - Lingua one settentrionale (onr)
    - Lingua one

## Grammatica
Le frasi seguono, generalmente, un ordine Soggetto Verbo Oggetto. Questo è inusuale per la Nuova Guinea .